# Johann Stenglin
Johann Stenglin, né vers 1710-1715 à Augsbourg, et mort vers 1770 à Saint-Pétersbourg, est un graveur allemand ayant été principalement actif en Russie, où il a contribué à introduire la manière noire.

## Biographie
Johann Stenglin est né vers 1710,, ou vers 1715,. Il est élève de J. G. Bodenehr à Augsbourg. Installé à Saint-Pétersbourg en 1741, il grave des portraits et contribue à introduire la technique de la manière noire.

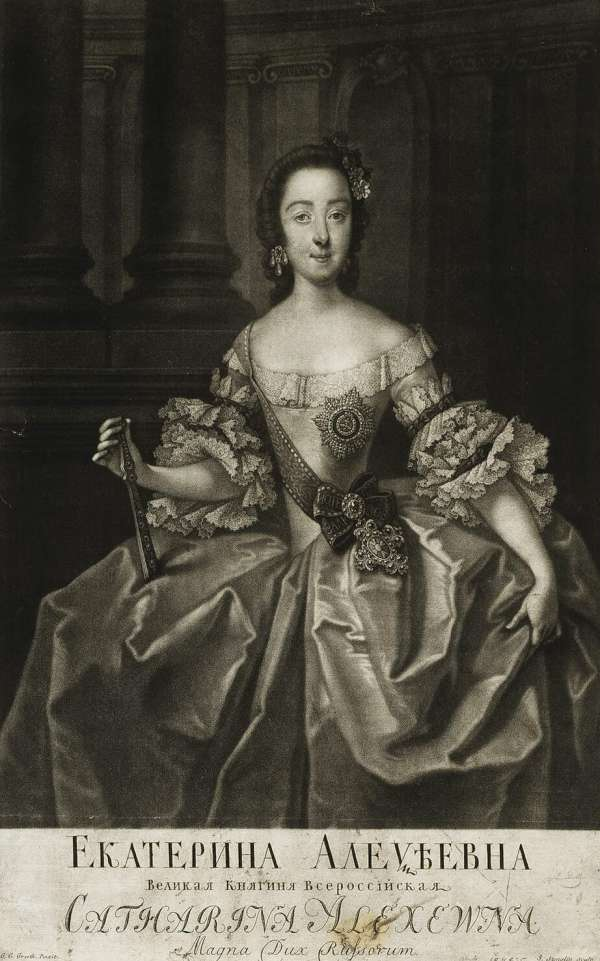
Portrait de Catherine II, gravure en manière noire, 1745

Il meurt vers 1770.